# Atharva-Véda
Pour des articles plus généraux, voir Védisme et Véda.
L'Atharva-Véda ou Atharva-veda ou encore Atharvaveda, (अथर्ववेद en sanskrit devanagari, tatpuruṣa composé d'atharvan, ici un groupe de Rishis, et de veda, signifiant « connaissance ») est un texte sacré de l'hindouisme qui reconnaît en lui le « quatrième Veda ». Il comprend 731 hymnes, et se compose d'incantations, de chants, de charmes magiques et de prières ; ses deux dernières śākhā (recensions) se nomment respectivement Śaunaka et Paippalāda. 
L'Atharva-veda est présent dans la culture védique sous le nom de Atharvāngiras qui signifie « les (groupes de Rishis) Atharvan et Angiras ». Bien qu'un septième du contenu de l'Atharvāngiras provienne du Rigveda, il n'était pas utilisé au cours du yajña, le sacrifice védique. Cette tradition[Laquelle ?] fut compilée dans un recueil de textes nommé Atharvaveda-samhita que la tradition védique n'accepta que progressivement, avec beaucoup de réticences, comme partie intégrante du Veda à côté du « Triple-Véda » constitué des Rigveda, Samaveda et Yajurveda exclusivement utilisé[Quoi ?] par la liturgie du sacrifice védique originel (yajña).

## Auteurs
D'après la tradition, l'Atharva-veda aurait été principalement composé par deux groupes de rishi, connus sous les noms de Bhrigus et d'Angirasas, compilés, entre 1 200 av. J.-C. et 1 000 av. J.-C.. Au surplus, la tradition attribue la paternité de certaines parties à d'autres rishi, tels que Kauśīka, Vaśīṣṭha et Kashyapa.

## Situation
L'Atharva-veda, bien qu'il appartienne indubitablement au corpus des hymnes védiques, peut d'une certaine façon être regardé comme une tradition parallèle à celle des Rig-Véda et Yajur-Véda.
Les écrits jaïnistes et bouddhistes lui sont plus hostiles qu'à n'importe quel autre texte hindou — ils le brocardent en le désignant sous les appellations Aggvāna ou Ahavāna Veda. L'Atharva-Veda est par suite moins prégnant que les autres veda ; de plus, le Gayatri mantra employé dans l'Atharva-veda est différent de celui des trois autres Véda. Il ne faut pas oublier que les Hindous croient que les mantras possèdent une très haute puissance mystique et divine ; c'est ainsi que pour prévenir un éventuel danger, les appendices eux-mêmes (Atharvar Pariśiśhthas) clament que les incantations inhérentes aux écoles Mauda et Jalada devraient être évitées, et qu'une discipline stricte devrait être suivie selon les règles de pondérance et de régulation de l'Atharva-Veda. Il y est même précisé que les femmes impliquées dans un Atharvān pourraient en venir à souffrir un avortement — si elles sont enceintes — au moment très précis où les chants martiaux seraient prononcés.
L'Atharva-veda est perçu par beaucoup comme une science occulte et mystique, afférente aux esprits et aux destins post-mortem. Dans le Mahābhārata, lorsque les Pandavas sont exilés dans les sylves pendant treize ans, Bhima, frustré, suggère à Yudhishthira de consulter l'Atharvaveda, afin de « comprimer le temps, et ainsi compresser treize années en treize jours. »

## Recensions
Le Caraṇavyuha (attribué à Shaunaka) inventorie neuf śākhā (à savoir les écoles de l'Atharva-Veda) :
1. Paippalāda
2. Stauda
3. Mauda
4. Śaunaka
5. Jājala
6. Jalada
7. Brahmavada
8. Devadarśa
9. Chāraṇavidyā

## Médecine
L'Atharva-veda est le premier texte hindou à entretenir un rapport avec la médecine. Il identifie les causes de la maladie comme étant des agents causaux vitaux (et non hiératiques) tels que le yatudhānya, le kimīdi, le kṛimi et le durṇama. Les atharvāns vont ainsi chercher à annihiler ces agents au moyen de différentes drogues, afin de contrecarrer la maladie (voir XIX.34.9). Cette approche de la maladie est déjà étonnamment avancée comparativement à la théorie des trois humeurs, développée plus tard, durant l'ère des purāṇa. Des réminiscences d'origine atharvāniques vont tout de même persister pendant l'ère puraṇique, le traité médical de suṣruta en étant l'exemple le plus frappant (garuḍa purāṇa, karma kāṃḍa — chapitre 164). Les purāṇa vont de cette façon proposer que les germes sont la cause de la lèpre. Dans le même chapitre, suṣruta va aussi s'étendre sur le rôle des helmintes dans la maladie. L'Atharva-Véda, I.23-24, décrit les symptômes de la lèpre et recommande le rajanī auṣadhi concernant son traitement. L'auṣadhi est ensuite détaillé comme une plante aux ramures noires avec des plants noirâtres, ce qui ressemble fortement à un lichen aux propriétés antibiotiques. C'est pourquoi l'Atharva-Véda peut prétendre être l'un des premiers textes de l'humanité à avoir registré l'usage d'agents antibiotiques.
Pour Geoffrey Clough Ainsworth, mycologue et historien des sciences britannique, l'Atharva-veda, livre sacré de l'hindouisme, était annonciateur de la mycologie, la connaissance des champignons, et de leurs effets, notamment thérapeutiques.